# Кашталівка
Кашталі́вка — урочище, водно-болотний масив, орнітологічний заказник місцевого значення в Україні. Розташований на околиці міста Бережани, у басейні річки Золота Липа, в межах північно-західної частини Бережанського ставу. 
Площа — 60 га. Перебуває у віданні Бережанської міської ради. Створений відповідно до рішення Тернопільської обласної ради від 18 березня 1994 року. 
Під охороною — природний комплекс водно-болотної орнітофауни.

## Історія
Польський краєзнавець Маврицій Мацішевський досліджував Кашталівку наприкінці XIX — на поч. XX ст. Водне плесо ніколи не замерзало, з дна били потужні джерела. Тут зимували птахи, жили бобри, видри, ондатри. Найбільшого антропогенного впливу Кашталівка зазнала в 1980-ті рр. внаслідок реконструкції ставу для промислового риборозведення (насипали дамбу впоперек плеса, проклали обвідний глибокий канал, яким планували спрямувати річку). Частково зникли джерела, значно обмілів став. У 1990-ті рр. роботи зупинено.

## Фауна і флора
Нині в урочищі трапляються: дрімлюга, крячок світлокрилий, лунь очеретяний — рідкісні для області види птахів, а також лебідь-шипун і лелека, гуска сіра, крижень, сіра й руда чаплі, крячок річковий, великий і білощокий, чернь червоноголова, норець малий, лиска, кулик та інші. Серед звірів — ондатра і видра. З рослин — різноманітні види повітряно-водних та водних. 
Рішенням Тернопільської обласної ради від 22 липня 1998 року № 15 мисливські угіддя надані в користування Бережанської районної організації УТМР як постійно діюча ділянка з охорони, збереження та відтворення мисливської фауни. Необхідні посилені природоохоронні заходи для збереження заказника.

## Галерея

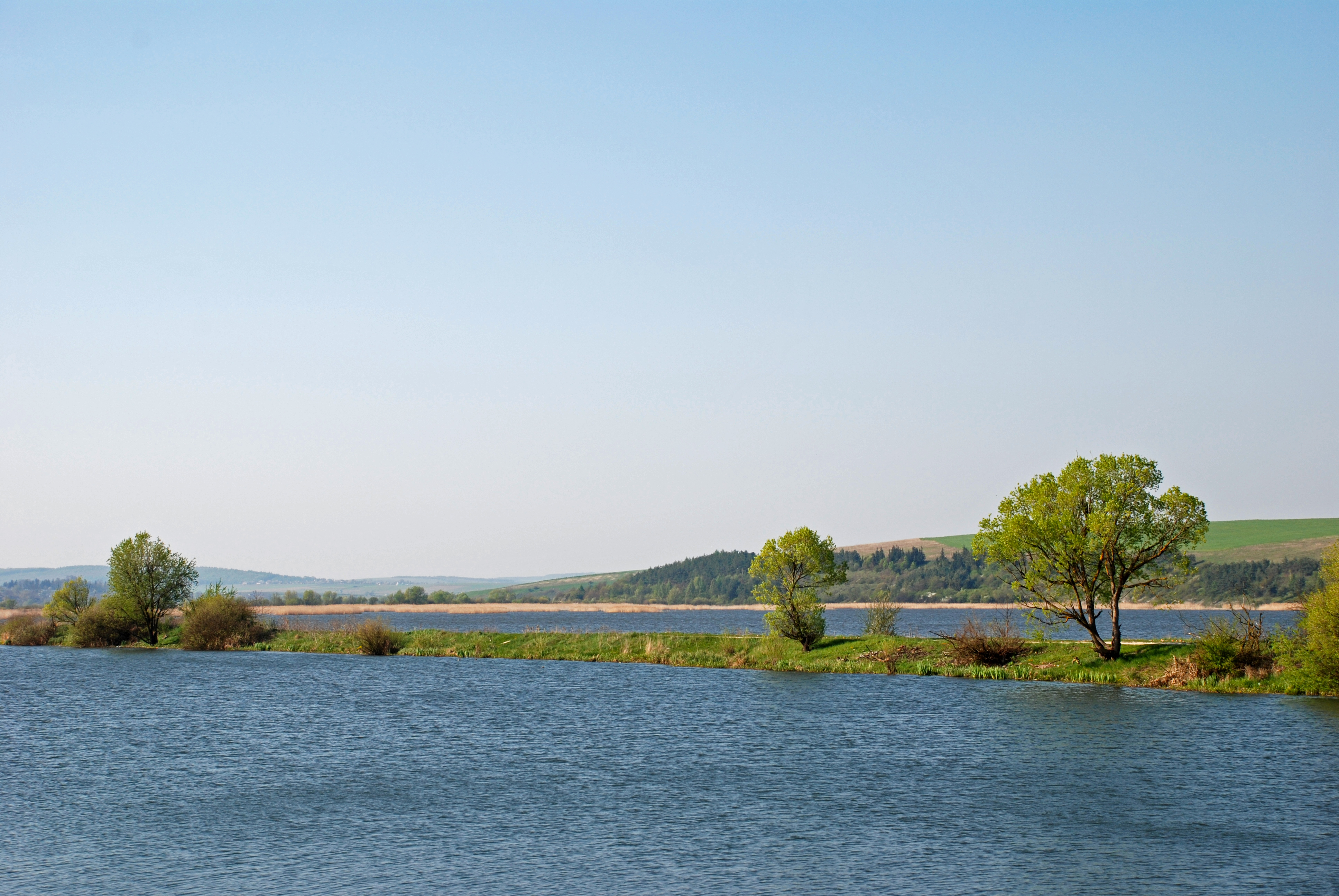
Кашталівка. Квітень 2009 р.
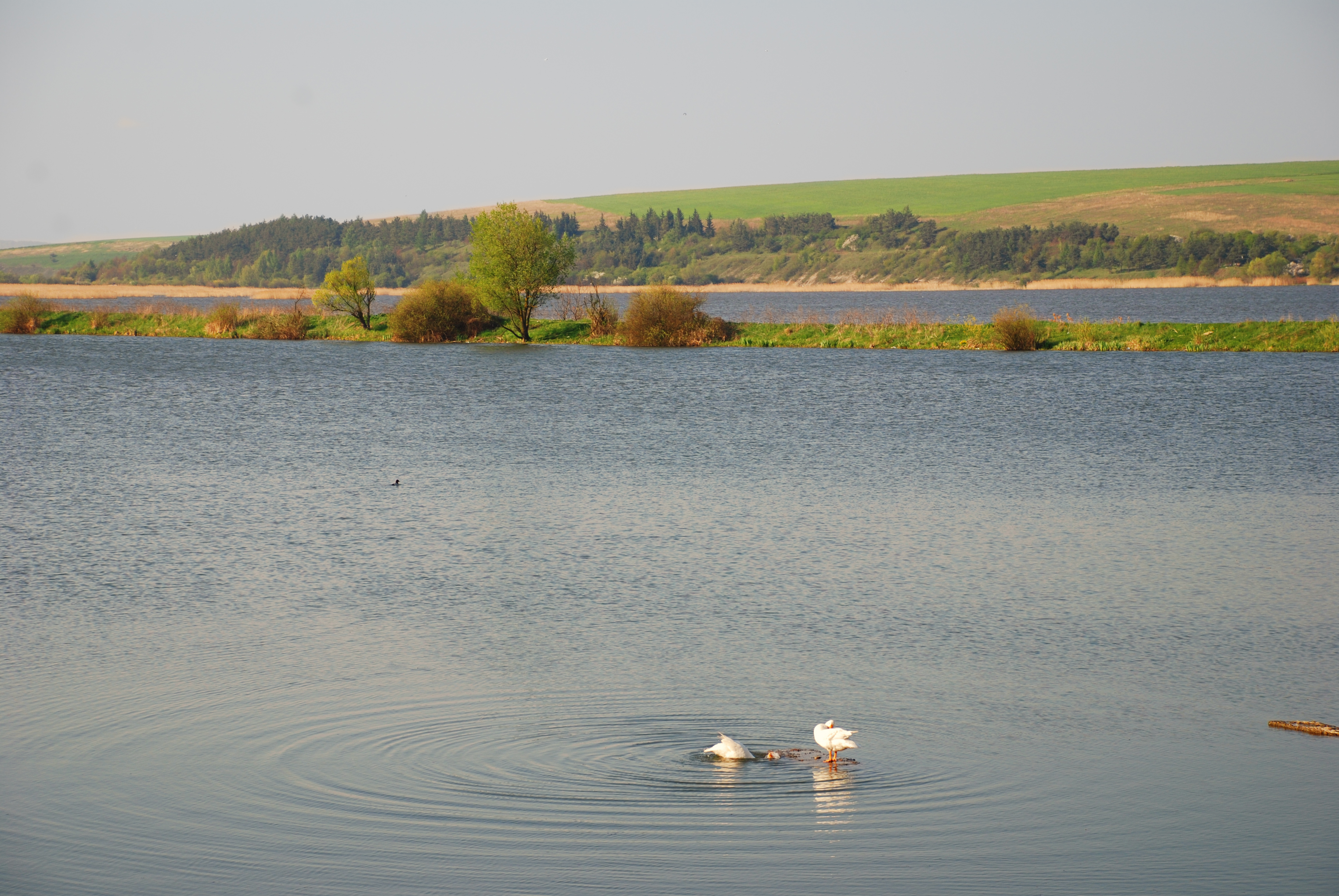
Кашталівка. Квітень 2009 р.
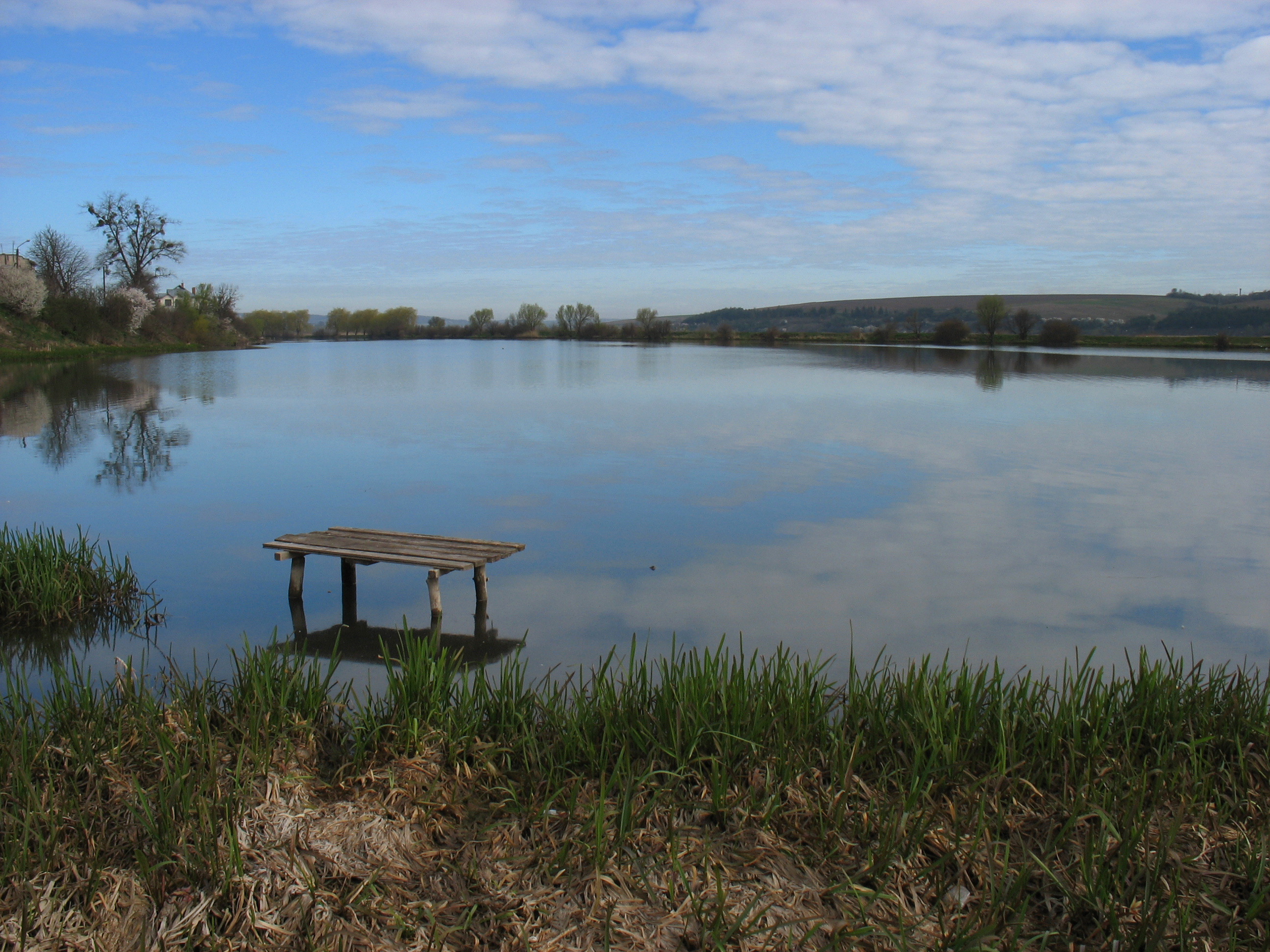
Кашталівка. Квітень 2007 р.
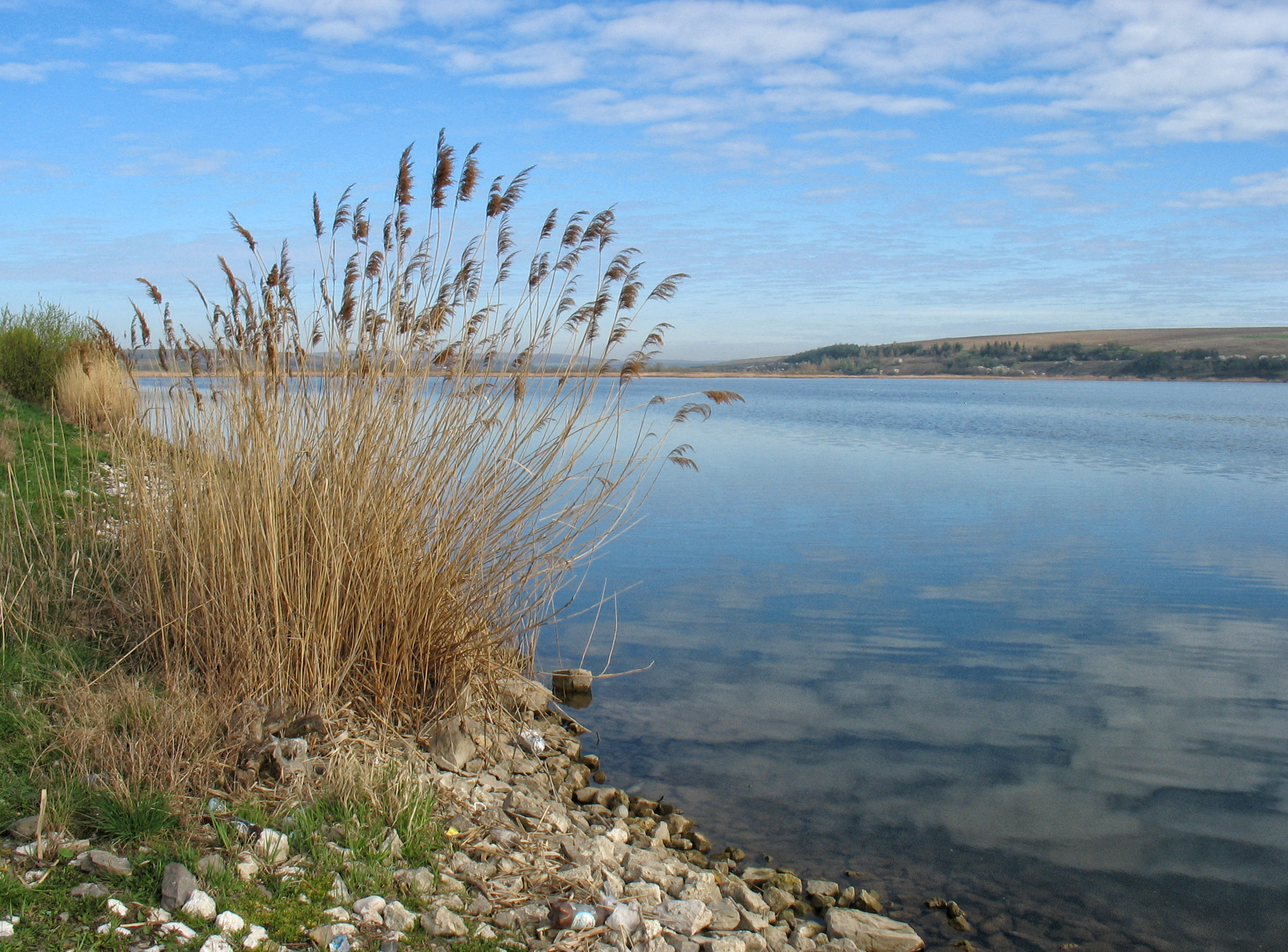
Кашталівка. Квітень 2007 р.
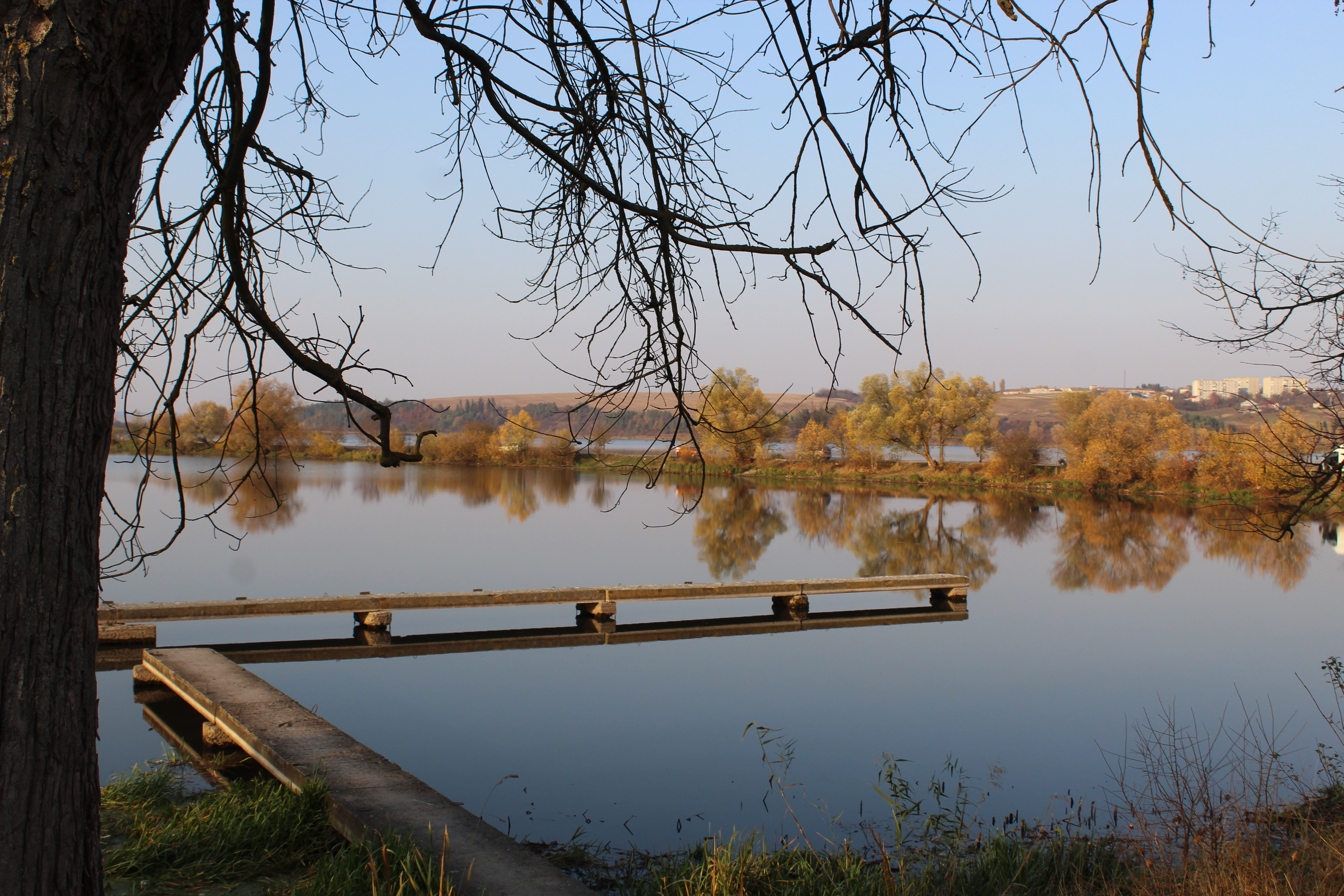
Кашталівка. Жовтень 2019 р.